# Harārān
Harārān (persiska: هراران) är en ort i Iran.   Den ligger i provinsen Kerman, i den sydöstra delen av landet, 900 km sydost om huvudstaden Teheran. Harārān ligger 2 839 meter över havet och antalet invånare är 572.
Terrängen runt Harārān är kuperad åt nordväst, men åt sydost är den bergig. Runt Harārān är det glesbefolkat, med 12 invånare per kvadratkilometer. Närmaste större samhälle är Kharmandeh, 9,5 km norr om Harārān. Omgivningarna runt Harārān är i huvudsak ett öppet busklandskap.